# Io e lei
Pour plus de détails, voir Fiche technique et Distribution.
Io e lei (littéralement : Moi et elle) est un film italien réalisé par Maria Sole Tognazzi, sorti en 2015.
Écrit par la réalisatrice et par Ivan Cotroneo et Francesca Marciano, cette comédie dramatique a pour principaux interprètes Margherita Buy et Sabrina Ferilli, réunies pour la première fois à l'écran.

## Synopsis
Federica (Margherita Buy) et Marina (Sabrina Ferilli) sont en couple. Marina qui était actrice, dirige maintenant une boutique bio, a un caractère expansif et est fière de son homosexualité. Federica est architecte, mère d'un garçon qui s'appelle Bernardo et elle est aujourd'hui en couple avec Marina depuis 5 ans mais à du mal à accepter et afficher son homosexualité.

## Fiche technique
- Titre : Io e lei
- Réalisation : Maria Sole Tognazzi
- Scénario : Ivan Cotroneo, Francesca Marciano, Maria Sole Tognazzi
- Producteur : Nicola Giuliano (it), Francesca Cima, Carlotta Calori, Viola Prestieri
- Production : Indigo Film
- Distribution : Lucky Red
- Photographie : Arnaldo Catinari
- Montage : Walter Fasano
- Décor : Roberto De Angelis
- Durée: 97 minutes (1 h 37)
- Pays :  Italie
- Langue : italien
- Dates de sortie : 1er octobre 2015

## Distribution
- Margherita Buy : Federica Salvini
- Sabrina Ferilli : Marina Baldi
- Fausto Maria Sciarappa (it) : Marco
- Alessia Barela : Camilla
- Domenico Diele (it) : Bernardo
- Ennio Fantastichini : Sergio
- Massimiliano Gallo : Stefano
- Anna Bellato (it) : Anna
- Antonio Zavatteri (it) : Carlo
- Emanuel Caserio : Bruno
- Roberta Fiorentini
- Dennis Olazo : Rolando

## Distinction
- Festival international du film lesbien et féministe de Paris 2016 : prix du meilleur long métrage